# Christian Friedrich Franckenstein
Christian Friedrich Franckenstein (* 20. August 1621 in Leipzig; † 1. November 1679 ebenda) war ein deutscher Lehrer, Altphilologe und Historiker.

## Leben
Christian Friedrich war der Sohn des Rechtskonsulenten und Ratmannes Christian Franckenstein († 1637) und dessen Frau Christina († 13. Januar 1633 in Leipzig), die Tochter des Leipziger Kaufmanns Nikolai Volckmar. Er hatte die Leipziger Nikolaischule besucht und ein Studium an der Universität Leipzig begonnen. Hier waren Andreas Rivinus (1601–1656), Andreas Corvinus (1589–1648) und Philipp Müller (1585–1659) seine Lehrer. Nach dem Tod seiner Eltern war es vor allem Müller der ihn förderte, so dass er 1640 den akademischen Grad eines Magisters der Philosophie erwarb.
1641 begab er sich für theologische Studien an die Universität Wittenberg um die Vorlesungen von Jakob Martini und Johannes Scharff zu hören. Bei ersterem hatte er die Disputation de principio fidei abgehalten. Seine Absicht, andere Hochschulen besuchen, scheiterte an den Widrigkeiten des Dreißigjährigen Krieges. Er verlor alle finanziellen Mittel und nahm im März 1643 eine Schullehrerstelle als Tertius (dritter Lehrer) an der Nikolaischule in Leipzig an, wo er im August desselben Jahres auch Konrektor und 1645 Sonnabendsprediger an der Thomaskirche wurde.
Damit verfügte er über eine finanzielle Grundlage, um seinen Hochschulstudien fortzusetzen. Er habilitierte sich 1643 mit zwei Dissertationen De aerario Romano an der Universität Leipzig, wurde 1644 Assessor der philosophischen Fakultät und 1650 Dekan derselben. Nachdem der Hallenser Rektor Christian Gueintz gestorben war, wählte ihn der Hallenser Rat am 15. Juli 1650 zum Rektor des Gymnasiums in Halle (Saale), welche Stelle er am 5. August 1650 antrat. Obwohl er einige Neuerungen am Gymnasium durchgesetzt hatte, blieb er jedoch nicht lange an dieser Einrichtung, da er am 5. Oktober 1652 an der Hochschule seiner Heimatstadt die Professur der lateinischen Sprache und Geschichte übernahm.
In jener Stellung wurde er im Wintersemester 1661 Rektor der Alma Mater, wurde wiederholt Dekan der philosophischen Fakultät, Prokanzler, Decemvir der Hochschule, Ephorus der kurfürstlichen Stipendiaten, Kollegiat am großen Fürstenkollegium und schließlich Ordinarius der philosophischen Fakultät.
Seine berühmtesten Schüler waren Gottfried Wilhelm Leibniz und Christian Weise.
Sein Leichnam wurde in der Leipziger Paulinerkirche beigesetzt.

## Familie
Franckenstein war zwei Mal verheiratet. Seine erste Ehe schloss er am 18. November 1650 in Halle mit Magdalena (* 20. August 1619 in Leipzig; † 5. April 1659 ebenda, begr. in Leipziger Paulinerkirche), der Tochter des Leipziger Buchhändlers und Ratmanns Gottfried Grosse (* 28. März 1591 in Leipzig; † 19. August 1637 ebenda an Pest) und dessen Frau Margaretha (* 10. August 1597 in Leipzig; † 30. November 1661 ebenda), der Tochter des Assessors am Leipziger Schöppenstuhl und Bürgermeisters Friedrich Mayer auf Plausigk (* 8. Januar 1570 in Leipzig; † 13. August 1637 ebenda) und der Magdalene, die Tochter des Leipziger Medizinprofessors Simon Simonius. Aus dieser Ehe stammen drei Söhne und zwei Töchter. Der erste und letzte Sohn waren Totgeburten. Bekannt ist Christian Friedrich Franckenstein (* 1655, studierte später die Rechte); Christina Magdalena Franckenstein I (* 1653; † Dezember 1654) und Christina Magdalena Franckenstein II (* 28. März 1659, † 6. November 1726, verh. 1. Ehe mit Prof. jur. Friedrich Geißler (1636–1679), 2. Ehe mit dem Juristen Georg Quirin Pöckel (* 12. November 1655 in Leipzig; † 2. Oktober 1720 ebenda), dem Sohn des Philipp Georg Pöckel (* 27. Juli 1616 in Leipzig; † 11. Januar 1658 ebenda) und der Maria Schacher, der Tochter des Leipziger Ratsmeisters Quirin Schacher (* 17. Oktober 1592 in Leipzig; † 8. März 1667 ebenda) und dessen erster Frau Maria († 25. September 1631 in Wittenberg), der Tochter des Leipziger Rates Moses Pollmann).
Seine zweite Ehe ging er am 6. Mai 1660 in Leipzig mit Elisabeth (11. September 1618 in Grimma; † 31. Juli 1682 in Leipzig), der Witwe des Diakons in Borna Andreas Walther und des Leipziger Professors der Mathematik Philipp Müller, Tochter des Rektors der Landesschule in Grimma Johann Merck (1577–1658) ein. Aus dieser Ehe ging der Sohn Christian Gottfried Franckenstein (1661–1717) hervor.

## Werke (Auswahl)
Franckenstein war Verfasser zahlreicher Programme, welche sich mit den römischen Altertümer und der Geschichte beschäftigten. Von ihm als Professor der lateinischen Sprache sind auch mehrere Gedächtnisreden und Inschriften für Leichensteine bekannt. Zudem ist er als Herausgeber von Werken anderer Autoren in Erscheinung getreten.
- Diss. De novo anno. Leipzig 1673.
- Diss. De Aerario populi roani.
- De ratione exigendorum tributorum. 1655.
- De consule Romano. 1661.
- Ternio epistolarum de nuptiis Parisiensbus.
- De Caio et Lucio Caesaribus. 1670.
- De religione Romana. 1648.
- Franco Germania. 1682.
- Bericht von dem alten Königreich Lothringen. 1682.
- Bericht von dem alten Königreich Ausirasien. 1682.

Herausgeberschaften
- Jani Gruteri discursus politici in C. Tacitum et Livium ex Musaeo Frankensteiniano. 1669.
- Notae Benjam. Pyroli de rebus gallicis ab excessu Ludovici XIII. libri duodecim. 1669, 1686.